# محمد عبد الونيس العنز
هو محمد عبدالونيس بوخريص الملقب (بالعنز) ولد عام 1895م جنوب منطقة القبة وذلك على اصح الروايات، وهو ينتمى لقبيلة العبيدات فرع غيث عائلة بومغاثة، وامه الصغيرة على من قبيلة منصور فرع بالقاسم، وله أربعة اخوة اشقاء استشهدوا جميعا في ساحات المعارك ضد المستعمر الإيطالي، وكان ابيه من أحد مشايخ الدور وممن يقومون بتهريب المواشى إلى مصر من أجل بيعها، وجلب المؤن للمجاهدين من منطقة السلوم المصرية.

## النشاة
المجاهد محمد عبدالونيس بوخريص تربى كغيره من أبناءالوطن آنذاك حيث تعلم القران الكريم على يد الكتاب وتأثر بما يجرى حوله من ظلم المستعمرالإيطالي البغيض، تزوج سنة 1925م بالدورمن المجاهدة زينوبة عبد الله حاسر جوفه, عائلة طامية قبيلة البراعصه، وانجب منهابنته الوحيدة سالمة واستشهد وعمرها أربعون يوما.

## المعارك التي خاضها
انظم إلى صفوف المجاهدين تحت راية عمر المختار واشترك في جميع المعارك التي دارت رحاها في الجبل الأخضر, والبطنان، وبرقة, واشتهر بالشجاعة والاقدام ورجاحة الرأى مما جعله مقربا من عمر المختار والفضيل بوعمر وترقى إلى رتبه بكباشى في دور العبيدات والبراعصه والعبيد وأصبح قائد لمعظم المعارك التي شارك فيها عمر المختار داخل الجبل وخارجه ورصدت الحكومة الإيطالية مبلغ مالي كبير لمن ياتى براسه أو معلومات تؤدى إلى اعتقاله ومن ضمن المعارك التي خاضها: معركة بئر الغبى، معركة القوس غرب اجدابيا، وادى الشقة، بوشمال، قصور المجاهير، زاوية القصور، زاوية العرقوب، القديريه، طولون، أبوغسال، شغاب الصفصاف، الكراهب، القرقف وغيرها من المعارك، وقد حاولت إيطاليا ان تثنى عزمه بسجن اعمامه ونفيهم إلى جزيرة اوستيكا بإيطاليا وهم :-
- عبد الرازق بوخريص.
- والناجى بوخريص.

وقد تمكن المجاهد العنز من الوصول إلى المديرالليبى الذي عينته إيطاليا في درنة ويدعى دربى، وقد خيره بين امران اما قطع رأسه أو العمل على رجوع اعمامه من الجزيرة الإيطالية، ولقد وعد المدير دربى العنز بانه سوف يسعى لعودتهم، ولكن ليس في وقت واحد، وفعلا عاد عم العنز عبد الرازق بوخريص بعد عام واحد من الاعتقال، اما عمه الثاني الناجى بوخريص فقد عاد عام 1930 من إيطاليا إلى معتقل العقيلة مباشرة، وقد تم اعتقال اقاربه وذويه بمعتقل العقيلة وهو معتقل خاص بأسر المجاهدين واستشهد عمه الناجى بوخريص واسرته المكونة من ثلاثة عشر نفرا بالمعتقل واستشهد ابنه حفيظ الناجى بمعركة الاثرون مع الفضيل بوعمر ولم يبقى من أسرة عمه أحد.
كما صادرت جميع ممتلكاتهم واغنامهم وابلهم الانه رفض وفضل مسيرة الجهاد والدفاع عن الدين والوطن والعرض ولم يثنيه بل زاده تحدى واصرار على مواصلة الجهاد.وتحدث عنه رفاقه الذين التقوا بهم اهله واقاربه. ومن رفاقه في حركة الجهاد صالح امطير العوكلى ادم إبراهيم المنصورى شعبان المسمارى حسن بوعزيزة دخيل الله الحاسى الجويفى عوض العبيدى, حيث أن الحصان الذي استشهد على ظهره المجاهد عوض العبيدى هو جواد المجاهد العنز، وقد اتشهد على ظهر ذلك الجواد المجاهد خير الله بوخريص الأخ الاضغر للمجاهد العنز وبعد ذلك عوض العبيدى كما اسلفنا، ومعظم هؤلاء توفوا ولكنهم تحدثوا قبل رحيلهم عن شجاعته وقالوا بأنه كان من امهر القادة وهوالذي يقوم بوضع خطط المعارك بصحبة عمر المختار والفضيل كما تحدث عن بطولاته جميع المجاهدين الذين اجريت معهم مقابلات شخصية مدونة بموسوعة الجهاد رقم(13) للكاتب مصطفى الهاين وكانت أسرة هذا المجاهد بدأ من والده عبدالونيس بوخريص وهو مستشارا للدور بتكليف من محمد الحسن رضا السنوسى ونهاية باخيه خير الله قد عانت الكثير من التنكيل والملاحقة من طرف المستعمر الإيطالي.